# 보편성
보편성(普遍性, universality), 보편주의 또는 절대주의(絶對主義, absolutism)는 철학에서 보편적 사실이 존재하며 점진적으로 발견되어나갈 수 있다는 개념으로, 모든 사실이 다른 관점에서 그저 상대적일 뿐이라는 주장의 상대주의와 반대되는 개념이다. 절대주의와 상대주의는 현대의 분석철학에서 오랜 기간 탐구되어왔다.

## 같이 보기
- 자연법
- 천하
- 우분투 (사상)